# Melitaea flavescens
Melitaea flavescens är en fjärilsart som beskrevs av Curt Eisner 1942. Melitaea flavescens ingår i släktet Melitaea och familjen praktfjärilar. Inga underarter finns listade i Catalogue of Life.